# Sonia Abejón
Sonia Abejón Esteban (Madrid, 1 de agosto de 1985) es una ex gimnasta rítmica española que compitió en la modalidad de conjuntos, siendo olímpica en Atenas 2004, donde logró la 7ª plaza y el diploma olímpico. Posee además varias medallas en competiciones internacionales. El Pabellón Polideportivo M4 de Torrejón de Ardoz lleva su nombre desde 2015. En la actualidad entrena al Club Gimnasia Rítmica San Fernando de Henares de la ciudad homónima.

## Biografía deportiva

### Inicios
Se inició en la gimnasia rítmica con 5 años de edad en el Club Escuela de Gimnasia Rítmica Torrejón de Torrejón de Ardoz (Madrid). Con 13 años pasó al C.G.R.D. San Fernando de San Fernando de Henares. Fue medalla de plata en cuerda y bronce en manos libres y por clubes en el Campeonato de España de Clubes y Autonomías de 1997 en Barcelona, y bronce en cinta en categoría júnior en el Campeonato de España de Clubes y Autonomías de 1999 en Zaragoza.

### Etapa en la selección nacional
En enero de 2001 fue reclamada para formar parte de la selección nacional de gimnasia rítmica de España en la modalidad de conjuntos. Entrenó desde entonces una media de 8 horas diarias en el Centro de Alto Rendimiento de Madrid a las órdenes primero de Nina Vitrichenko, desde octubre de 2001 de Rosa Menor y Noelia Fernández, y desde 2004 de Anna Baranova y Sara Bayón. En el Trofeo S.M. Margarita de Bulgaria, el conjunto obtuvo 3 medallas de plata, tanto en el concurso general como en las finales de 10 mazas y de 3 cuerdas y 2 pelotas. Posteriormente, Sonia participaría en su primera competición oficial, el Campeonato de Europa de Ginebra. En ella, el conjunto obtuvo el 7º puesto en el concurso general y en 10 mazas, y el 8º en 3 cuerdas y 2 pelotas. El conjunto lo integraban ese año Sonia, Belén Aguado, Blanca Castroviejo, Bárbara González Oteiza, Marta Linares y Aida Otero. En julio de 2002 disputó el Campeonato del Mundo de Nueva Orleans, donde el conjunto acabó 9º en el concurso general y 7º en la final de 5 cintas. El conjunto para las competiciones estuvo integrado ese año por Sonia, Belén Aguado, Blanca Castroviejo, Bárbara González Oteiza, Marta Linares e Isabel Pagán.
Para febrero de 2003, el conjunto conquistó los 3 oros disputados en el Torneo Internacional de Madeira. En el Trofeo Sant Petersburg Pearls logró 3 bronces. Posteriormente, en el Triangular Internacional de Torrevieja obtiene la plata en el concurso general. En abril de 2003 el conjunto español compitió en el Campeonato de Europa de Riesa, en el que logró el 6º puesto en el concurso general, el 7º en 3 aros y 2 pelotas y el 8º en 5 cintas. En septiembre disputó el Campeonato del Mundo de Budapest, logrando nuevamente el 6º puesto en el concurso general, y obteniendo así el pase a los Juegos Olímpicos de Atenas 2004. También lograron el 7º puesto en 3 aros y 2 pelotas, y el 6º en 5 cintas. El conjunto estuvo integrado a principios de año por Sonia, Blanca Castroviejo, Bárbara González Oteiza, Lara González, Isabel Pagán y Nuria Velasco, aunque Blanca Castroviejo se retiró en mayo, volviendo a la titularidad Marta Linares.
En febrero de 2004, en el Torneo Internacional de Madeira, el conjunto obtuvo 3 medallas de plata. En el Preolímpico de Atenas, celebrado en marzo, logró la 6ª plaza en el concurso general. En abril de 2004, el conjunto disputó el Volga Magical International Tournament de Nizhni Nóvgorod, una prueba de la Copa del Mundo de Gimnasia Rítmica, donde logró el 4º puesto en el concurso general, el 5º en 3 aros y 2 pelotas y el 4º en 5 cintas. En mayo, en la prueba de la Copa del Mundo disputada en Duisburgo, obtuvo el 4º puesto tanto en el concurso general como en las finales por aparatos, así como en el concurso general de la prueba celebrada en Varna en julio. En agosto tuvieron lugar los Juegos Olímpicos de Atenas, la única participación olímpica de Sonia. El conjunto español obtuvo el pase a la final tras lograr la 8ª plaza en la calificación. Finalmente, el 28 de agosto consiguió la 7ª posición en la final, por lo que obtuvo el diploma olímpico. El conjunto para los Juegos estaba integrado por Sonia, Bárbara González Oteiza, Marta Linares, Isabel Pagán, Carolina Rodríguez y Nuria Velasco. Aunque formaban parte, como suplentes, del equipo nacional aquel año, Lara González y Ana María Pelaz se quedaron fuera de la convocatoria para los Juegos, por lo que su papel se limitó a animar a sus compañeras desde la grada del pabellón ateniense.

### Retirada de la gimnasia
Tras los Juegos Olímpicos de Atenas, Sonia se retiró de la gimnasia. Desde 2006 a 2010 volvió a competir como integrante del conjunto del Club Distrito III de Alcalá de Henares. En el Campeonato de España de Conjuntos de 2006 en Vecindario, logró el bronce en categoría juvenil, obteniendo el club de esta forma la primera categoría. Al año siguiente, en el Campeonato de España de Conjuntos de 2007 en Granada, logró la 8ª plaza en primera categoría, y en el Campeonato de España de Conjuntos de 2008 en Zaragoza consiguió el bronce también en primera categoría. En 2009 participó en el Campeonato de España de Conjuntos que se celebró en Valladolid y en 2010 en el de Logroño.
Tras dejar la selección nacional ha trabajado, entre otras profesiones, como vigilante de seguridad, azafata, administrativa y entrenadora de gimnasia rítmica, poseyendo el Nivel III de Entrenadora Nacional. También practicó durante un tiempo gimnasia estética junto a otras exgimnastas nacionales como Nuria Artigues, Rebeca García, Sara Garvín, Bárbara González Oteiza, Lara González, Marta Linares, Isabel Pagán y Bet Salom.
En la actualidad y desde 2009, entrena y dirige a nivel técnico el Club Gimnasia Rítmica San Fernando de Henares de la ciudad homónima, club constituido en 1994 y en el que se formó como gimnasta los años previos a su incorporación al equipo nacional. En este club también entrena su excompañera de la selección Marta Linares. El Pabellón Polideportivo M4 de Torrejón de Ardoz lleva su nombre desde el 23 de marzo de 2015.

## Equipamientos
| Período      | Proveedor  |
| ------------ | ---------- |
| 2001 - 2004  | Li-Ning    |
| 2004 (JJ.OO) | John Smith |

## Música de los ejercicios
| Año  | Aparatos                                 | Música |
| ---- | ---------------------------------------- | --- |
| 2001 | 10 mazas                                 | Medley de los temas «Méandres», «Havi Vahlia» y «Bascule», compuestos por René Dupéré para el espectáculo Nouvelle Expérience del Cirque du Soleil. |
| 2001 | 3 cuerdas y 2 pelotas                    | «Orobroy» de David Dorantes y «Flamenco bolero», una adaptación del Bolero de Maurice Ravel por Gustavo Montesano y la Royal Philharmonic Orchestra. |
| 2002 | 5 cintas                                 | Medley de los temas «Panamericana Suite» de Paquito D'Rivera, «New Arrival» de Tito Puente, «Caridad Amaro» de Chucho Valdés, «Afro-Cuban Jazz Suite» de Chico O'Farrill y «Oye cómo viene» de Chano Domínguez, pertenecientes a la banda sonora de Calle 54. |
| 2002 | 3 cuerdas y 2 pelotas                    | «Paisaje español», de Ricardo García. |
| 2003 | 5 cintas                                 | «Paisaje español», de Ricardo García y «Zorro's Theme», de la banda sonora de La máscara del Zorro, compuesta por James Horner. |
| 2003 | 3 aros y 2 pelotas                       | «All That Jazz» del musical Chicago, compuesta por John Kander y Fred Ebb. |
| 2004 | 5 cintas                                 | «Paisaje español», de Ricardo García, «Habanera» de la ópera Carmen de Georges Bizet, y Malagueña de Ernesto Lecuona. |
| 2004 | 3 aros y 2 pelotas (Inicio de temporada) | Temas «Peacemaker» y «Chase» de la banda sonora de El pacificador, compuesta por Hans Zimmer. |
| 2004 | 3 aros y 2 pelotas (JJ.OO. de Atenas)    | Temas «Red Warrior», «Theme» y «Spectres in the Fog», de la banda sonora de El último samurái, compuesta por Hans Zimmer. |

## Palmarés deportivo

### A nivel de club
| 1997 - Campeonato de España de Clubes y Autonomías en Barcelona Plata en cuerda Bronce en manos libres Bronce por clubes 1999 - Campeonato de España de Clubes y Autonomías en Zaragoza Bronce en cinta (categoría júnior) 2006 - Campeonato de España de Conjuntos en Vecindario Bronce en concurso general (categoría juvenil) | 2007 - Campeonato de España de Conjuntos en Granada 8º puesto en concurso general (primera categoría) 2008 - Campeonato de España de Conjuntos en Zaragoza Bronce en concurso general (primera categoría) |

### Selección española
| 2001 - Trofeo S.M. Margarita de Bulgaria Plata en concurso general Plata en 10 mazas Plata en 3 cuerdas y 2 pelotas - Campeonato de Europa de Ginebra 7º puesto en concurso general 7º puesto en 10 mazas 8º puesto en 3 cuerdas y 2 pelotas 2002 - Trofeo Sant Petersburg Pearls Plata en concurso general Resultado en las finales desconocido - Campeonato del Mundo de Nueva Orleans 9º puesto en concurso general 7º puesto en 5 cintas 2003 - Torneo Internacional de Madeira Oro en concurso general Oro en 5 cintas Oro en 3 aros y 2 pelotas - Trofeo Sant Petersburg Pearls Bronce en concurso general Bronce en 5 cintas Bronce en 3 aros y 2 pelotas - Triangular Internacional de Torrevieja Plata en concurso general - Torneo Internacional de Thiais 7º puesto en concurso general 7º puesto en 5 cintas - Campeonato de Europa de Riesa 6º puesto en concurso general 8º puesto en 5 cintas 7º puesto en 3 aros y 2 pelotas | 2003 (continuación) - Grand Prix de Sofía 4º puesto en concurso general Plata en 5 cintas Bronce en 3 aros y 2 pelotas - Campeonato del Mundo de Budapest 6º puesto en concurso general 6º puesto en 5 cintas 7º puesto en 3 aros y 2 pelotas 2004 - Torneo Internacional de Madeira Plata en concurso general Plata en 5 cintas Plata en 3 aros y 2 pelotas - Preolímpico de Atenas 6º puesto en concurso general - Volga Magical International Tournament / Prueba de la Copa del Mundo en Nizhni Nóvgorod 4º puesto en concurso general 4º puesto en 5 cintas 5º puesto en 3 aros y 2 pelotas - German Rhythmic Gymnastics Open / Prueba de la Copa del Mundo en Duisburgo 4º puesto en concurso general 4º puesto en 5 cintas 4º puesto en 3 aros y 2 pelotas - Prueba de la Copa del Mundo en Varna 4º puesto en concurso general - Juegos Olímpicos de Atenas 2004 8º puesto en calificación 7º puesto en final y diploma olímpico |

## Premios, reconocimientos y distinciones
- Premiada en los Premios Deportivos «Torrejón de Ardoz 2003-2007» (2007)[11][12]

### Otros honores
- El Pabellón Polideportivo M4 de Torrejón de Ardoz lleva su nombre desde el 23 de marzo de 2015.[9]

## Galería

### Entrenamiento del conjunto nacional en diciembre de 2003

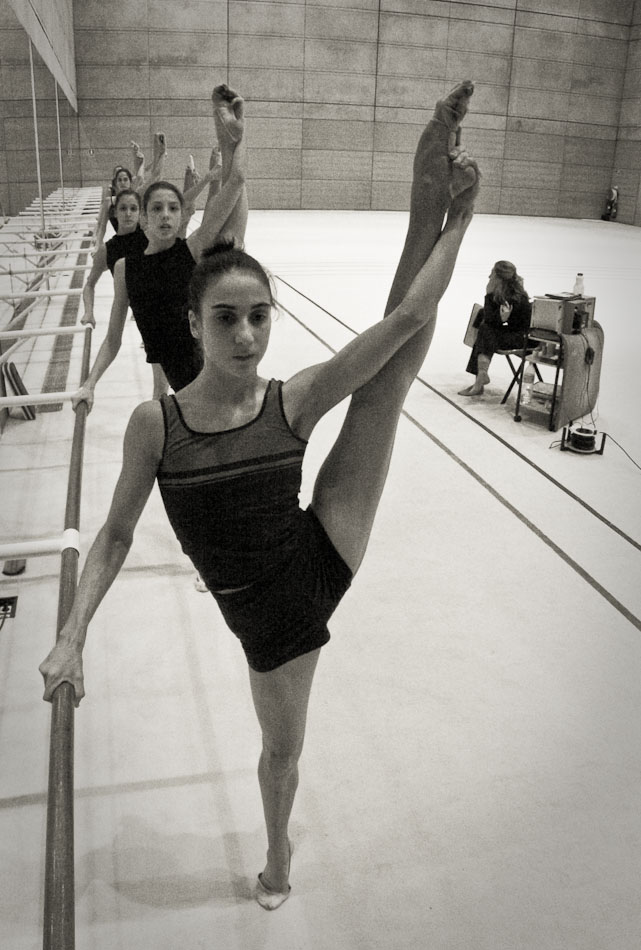
Las componentes del conjunto nacional realizando un split o spagat lateral en la barra de ballet.
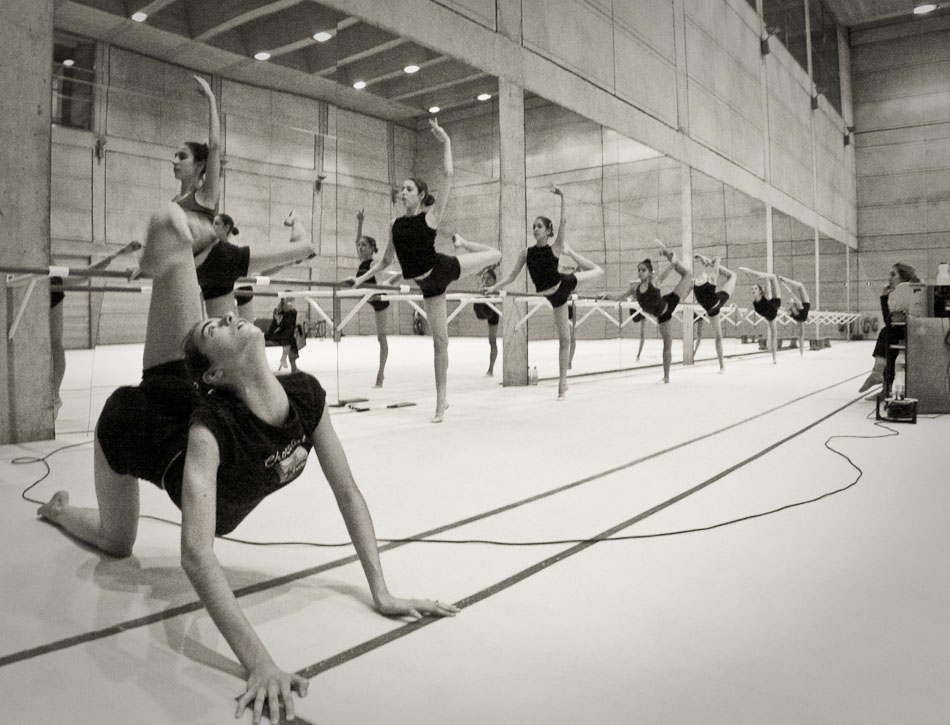
Varias componentes de la selección nacional realizando un equilibrio en posición de attitude.
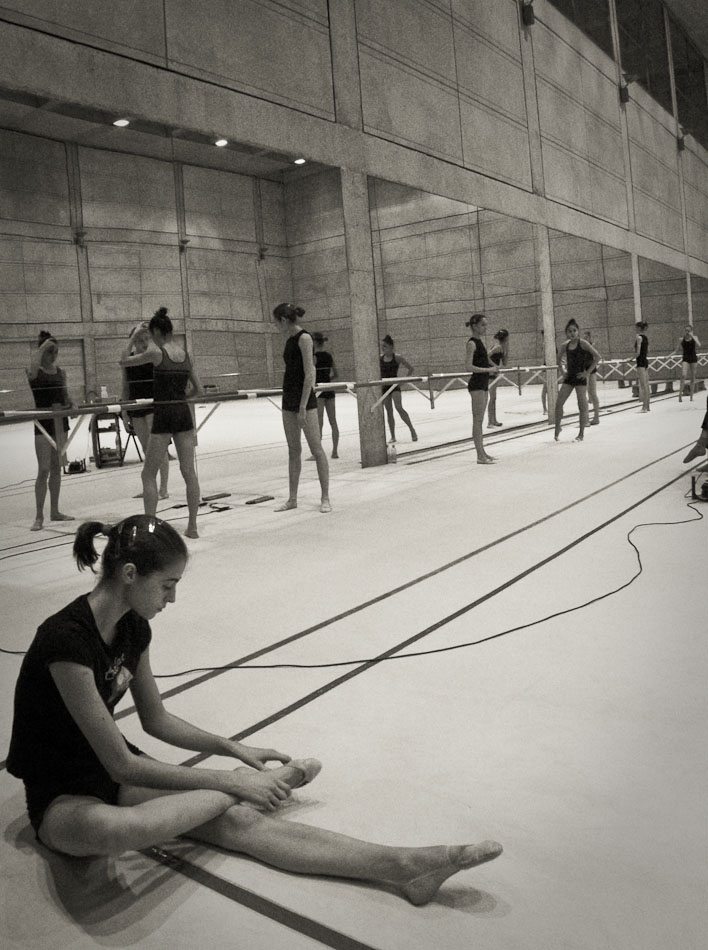
Las integrantes de la selección nacional durante un descanso.
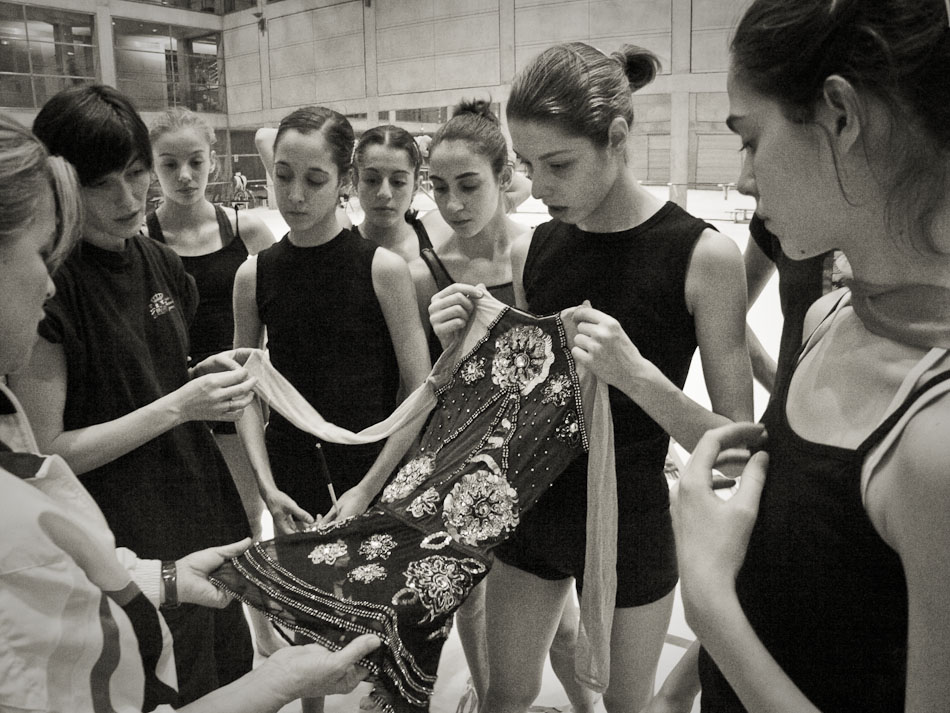
Sonia Abejón (primera gimnasta a la izquierda) observando un maillot junto al resto del conjunto y las entrenadoras Rosa Menor y Noelia Fernández.
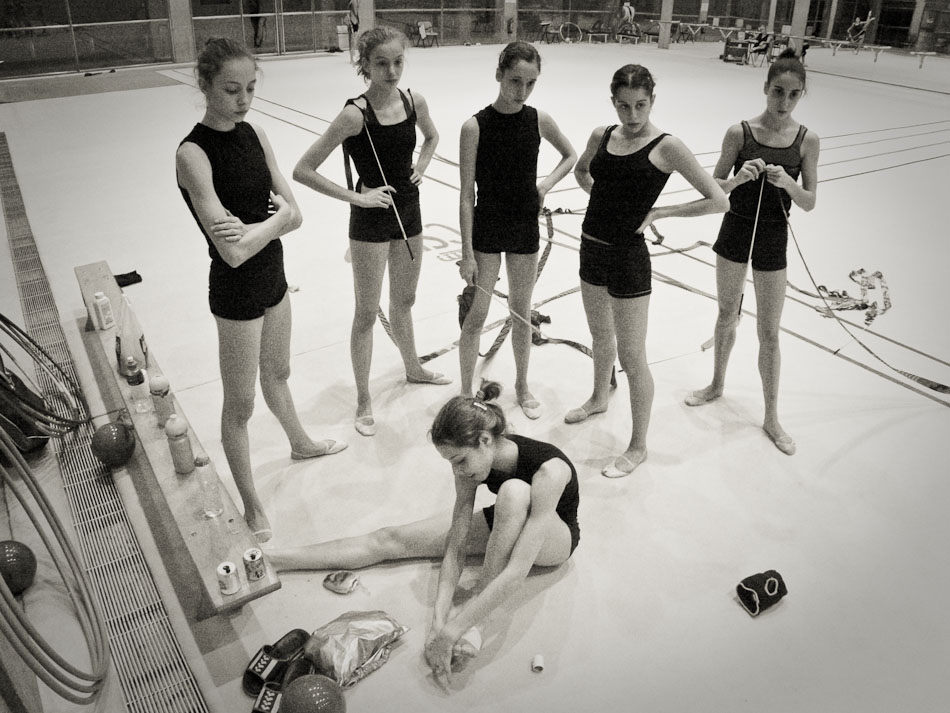
Abejón (segunda a la izquierda) junto a otras integrantes del conjunto español durante un ensayo del ejercicio de 5 cintas.

## Filmografía

### Programas de televisión
| Programas de televisión | Programas de televisión     | Programas de televisión | Programas de televisión                                                             |
| Año                     | Título                      | Cadena                  | Notas                                                                               |
| ----------------------- | --------------------------- | ----------------------- | ----------------------------------------------------------------------------------- |
| 2002                    | Escuela del deporte         | La 2 de TVE             | Aparición en reportaje                                                              |
| 2004                    | El sueño olímpico. ADO 2004 | La 2 de TVE             | Entrevistada en reportaje                                                           |
| 2018                    | De mayor quiero ser...      | Divinity                | Aparición en reportaje junto a Almudena Cid y el Club Gimnasia Rítmica San Fernando |